# Chelmenți
Chelmenți sau Chilieni (între 1942-1944) (în ucraineană Кельменці, transliterat Kelmenți, în rusă Кельменцы, în germană Kelmenzi și în poloneză Kelmieńce) este un oraș în regiunea Cernăuți (Ucraina), centru administrativ al raionului Nistru. Este situat la o distanță de 83 km nord-est de orașul Cernăuți și la 5 km nord de frontiera Ucrainei cu Republica Moldova, pe autostrada Cernăuți-Secureni.
Orașul este situat la o altitudine de 193 metri, în partea de centru a raionului Chelmenți. Are 7,699 locuitori, preponderent ucraineni (ruteni). Orașul se află în apropierea frontierei cu Republica Moldova, aici funcționând punctul internațional rutier și feroviar de trecere a frontierei Chelmenți - Larga, între Ucraina și Republica Moldova.

## Istoric

### Până în 1939
Localitatea Chelmenți a făcut parte încă de la înființare din Ținutul Hotinului a regiunii istorice Basarabia a Principatului Moldovei, numindu-se inițial Chelmeștii. Prima atestare documentară a localității a avut loc în anul 1559 .
Prin Tratatul de pace de la București, semnat pe 16/28 mai 1812, între Imperiul Rus și Imperiul Otoman, la încheierea războiului ruso-turc din 1806 – 1812, Rusia a ocupat teritoriul de est al Moldovei dintre Prut și Nistru, pe care l-a alăturat Ținutului Hotin și Basarabiei/Bugeacului luate de la Turci, denumind ansamblul Basarabia (în 1813) și transformându-l într-o gubernie împărțită în zece ținuturi (Hotin, Soroca, Bălți, Orhei, Lăpușna, Tighina, Cahul, Bolgrad, Chilia și Cetatea Albă, capitala guberniei fiind stabilită la Chișinău).
La începutul secolului al XIX-lea, conform recensământului efectuat de către autoritățile țariste în anul 1817, satul Chelmenți (denumirea rusificată a localității Chelmeștii) făcea parte din Ocolul Nistrului de sus a Ținutului Hotin , ca reședință de ocol. În anul 1892, satul a fost legat la rețeaua de căi ferate a Rusiei, aflându-se la o distanță de 3 km de gara Larga. În 1898 s-a construit o școală.
După Unirea Basarabiei cu România la 27 martie 1918, satul Chelmenți a făcut parte din componența României, ca localitate de reședință a Plasei Chelmenți a județului Hotin. Pe atunci, majoritatea populației era formată din ucraineni. În perioada interbelică au existat aici o pretură, un spital de stat, un oficiu PTT de stat și un oficiu telefonic .

### Anii 1939 - 1945
Ca urmare a Pactului Ribbentrop-Molotov (1939), Basarabia, Bucovina de Nord și Ținutul Herța au fost anexate de către URSS la 28 iunie 1940. După ce Basarabia a fost ocupată de sovietici, Stalin a dezmembrat-o în trei părți. Astfel, la 2 august 1940, a fost înființată RSS Moldovenească, iar părțile de sud (județele românești Cetatea Albă și Ismail) și de nord (județul Hotin) ale Basarabiei, precum și nordul Bucovinei și Ținutul Herța au fost alipite RSS Ucrainene. La 7 august 1940, a fost creată regiunea Cernăuți, prin alipirea părții de nord a Bucovinei cu Ținutul Herța și cu cea mai mare parte a județului Hotin din Basarabia .
În perioada 1941-1944, toate teritoriile anexate anterior de URSS au reintrat în componența României. Apoi, cele trei teritorii au fost reocupate de către URSS în anul 1944 și integrate în componența RSS Ucrainene, conform organizării teritoriale făcute de Stalin după anexarea din 1940, când Basarabia a fost ruptă în trei părți. În anul 1960, a fost înființat raionul Chelmenți inclus în componența RSS Ucrainene, iar satul Chelmenți a primit statutul de așezare urbană (orășel).
Începând din anul 1991, orășelul Chelmenți face parte din raionul Hotin al regiunii Cernăuți din cadrul Ucrainei independente, fiind centru administrativ raional. Conform recensământului din 1989, numărul locuitorilor care s-au declarat români plus moldoveni era de 216 (48+173), reprezentând 2,61% din populație . În prezent, satul are 7.699 locuitori, preponderent ucraineni.
Orașul se află în apropierea frontierei cu Republica Moldova, aici funcționând punctul internațional rutier și feroviar de trecere a frontierei Chelmenți - Larga, între Ucraina și Republica Moldova.

## Stema
Stema orașului Chelmenți a fost aleasă la data de 11 ianuarie 2002 prin Hotărârea Consiliului orășenesc din cea de-a XXIII-a ședințe. Autorul stemei este A. Grechylo.
Stema are forma spaniolă a scutului, care este tradițională pentru stemele orașelor și satelor din Ucraina. Elementul central al stemei este un taur de aur pe un fundal albastru (azuriu), conform recomandările făcute de Societatea ucraineană de heraldică (UHT). În cele patru colțuri ale scutului se află patru trandafiri argintii. Taurul și florile simbolizează activitățile desfășurate în localitate: creșterea vitelor și cultivarea plantelor. Aceste elemente sunt în legătură cu un semn vechi din Basarabia.
Pe scut este amplasat un turn de cetate argintiu cu trei metereze. Numărul de metereze de pe turn și culoarea indică faptul că așezarea este oraș regional și, în acest sens, are o importanță regională.

## Demografie
Componența lingvistică a așezării de tip urban Chelmenți
     Ucraineană (95,72%)
     Rusă (2,61%)
     Română (1,45%)
     Alte limbi (0,11%)
Conform recensământului din 2001, majoritatea populației așezării de tip urban Chelmenți era vorbitoare de ucraineană (95,72%), existând în minoritate și vorbitori de rusă (2,61%) și română (1,45%).
1930: 4.519 (recensământ)
1989: 8.282 (recensământ) 
2001: 8.120 (recensământ)
2007: 7.699 (estimare)

## Personalități
- Nicolae Dan Cristescu (n. 1929) - matematician român, membru titular al Academiei Române (din 1992)

## Obiective turistice
- Monumentul soldaților căzuți în cel de-al doilea război mondial [12]